# Ecolines

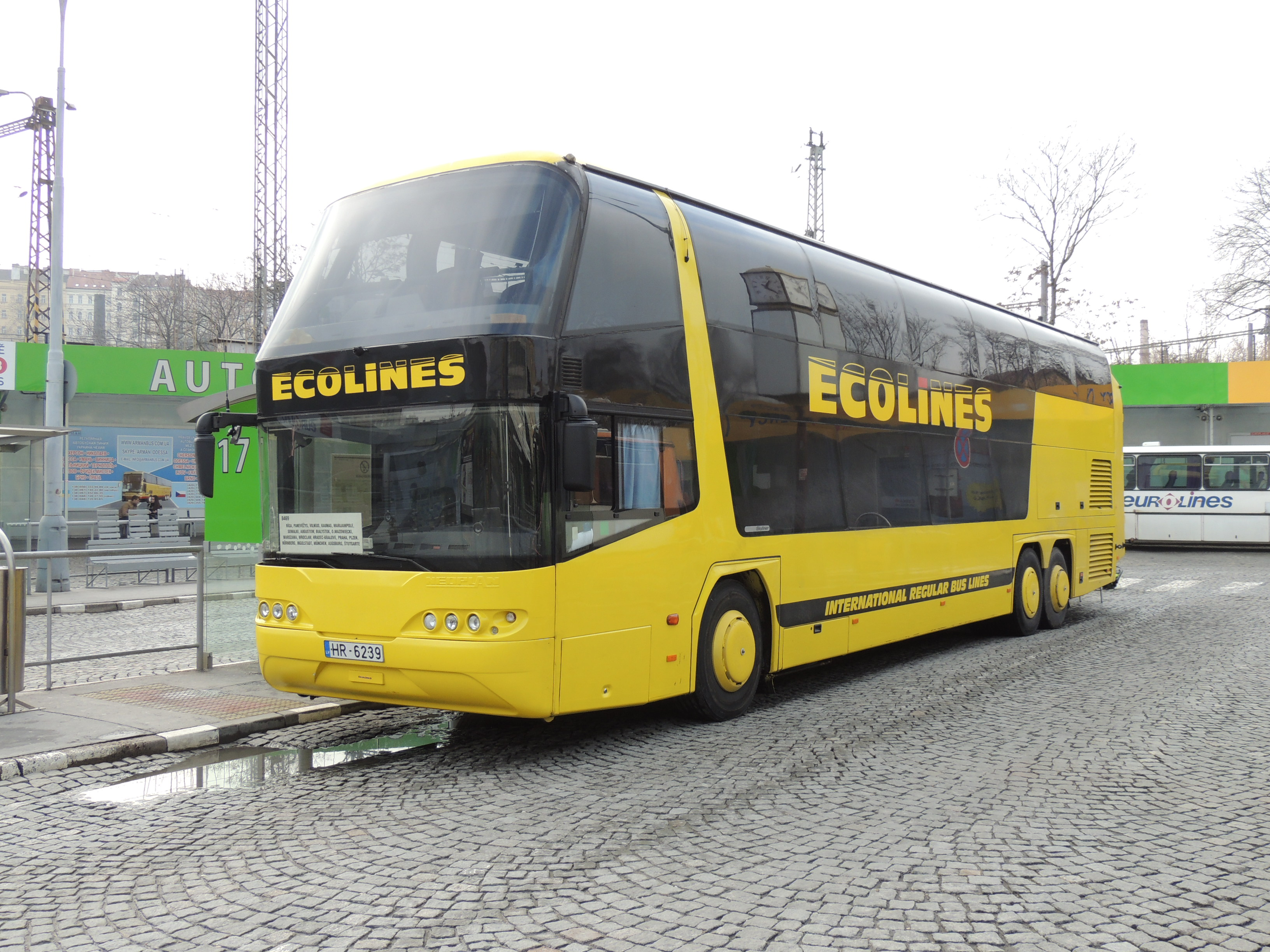
Autobus Ecolines stanicuje na ÚAN Florenc

Ecolines jsou největším dálkovým autobusovým dopravcem v Pobaltí. Společnost svými autobusy obsluhuje 21 zemí a 183 měst; v Česku se jedná o Prahu, Hradec Králové a Plzeň.
Společnost zahrnuje 12 samostatných dopravců, kteří obsluhují jednotlivé regiony. Jedná se o hlavní společnost Ecolines a dále například Amron či Elbrus-Trans v Rusku, Norma-A či Transinesta v Lotyšsku. Poslední jmenovaný dopravce obsluhuje i linky do České republiky.